# Dagmar Havlová
Dagmar Havlová, née Veškrnová le 22 mars 1953 à Brno (ex-Tchécoslovaquie) est une actrice tchèque, veuve de l'ancien président de la République tchèque Václav Havel, auquel elle s'est unie en 1997.

## Biographie

### Du théâtre au château de Prague
Sortie diplômée du conservatoire d'État de Brno en 1971, Dagmar Veškrnová suit une formation à l'Académie Janáček des arts musicaux. S'ensuit une carrière d'actrice, Dagmar joue dans 60 films et 250 productions télévisées.
D'un premier mariage avec Radvít Novák (1975-1980) naît sa fille Nina en 1976.
Le 4 janvier 1997, le président de la République tchèque, Václav Havel, veuf depuis 1996, épouse Dagmar, en secondes noces, à Žižkov. L'actrice devient alors la nouvelle première dame du pays, et s'engage, par la suite, pour diverses actions de charité, fondant notamment l'association Vize 97.
Après avoir quitté le château de Prague en compagnie de son époux, Dagmar Havlová reprend sa carrière en main : elle joue dans quelques pièces écrites par son époux, dont Partir (Odcházení), une pièce sur l'abandon du pouvoir.
Dagmar Havlová perd son époux le 18 décembre 2011.

## Filmographie

### Cinéma
- 1975 : Holka na zabití
- 1976 : Parta hic
- 1982 : Le Vampire de Ferat (Upír z Feratu) de Juraj Herz

### Télévision
- 1981-1983 : Expédition Adam 84 (Návštěvníci)